# Miss Europe
Miss Europe este un concurs de frumusețe, care are loc din 1927, fiind organizat prima oară de francezul Maurice de Waleffe (1874–1946) El are loc cu excepția războaielor, aproape anual, la acest concurs pot să participe numai femei necăsătorite. La început concursul se ținea numai în Franța, aici existând deja concursul Miss France. 

## Câștigătoarele concursului

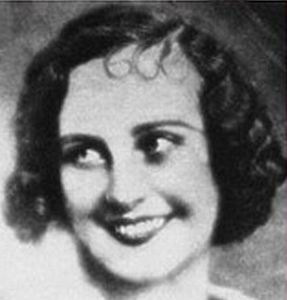
Miss Europe

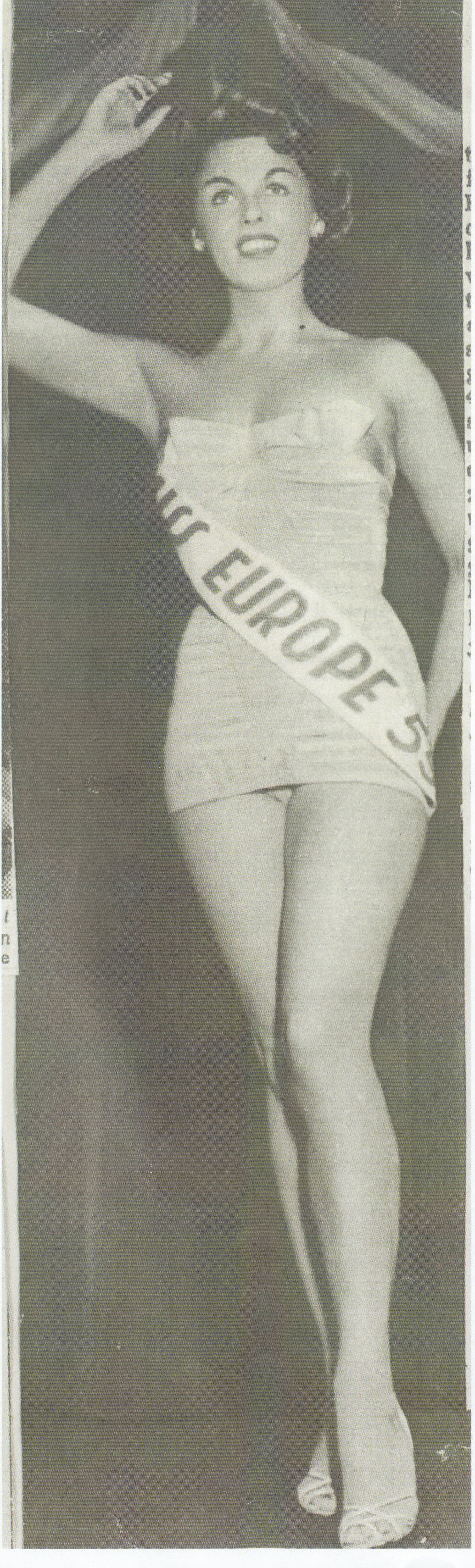
Miss Europe

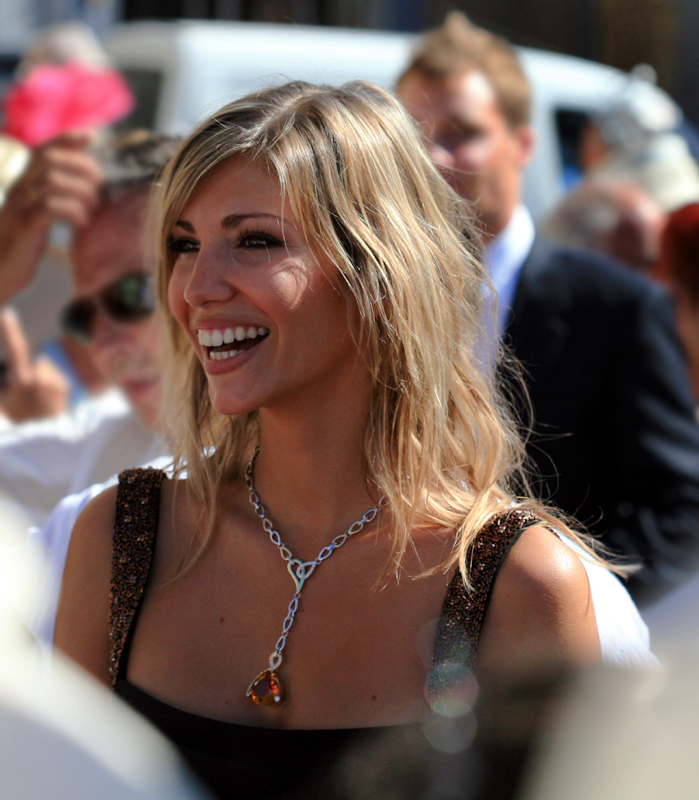
Miss Europe

| Anul    | Nume                                                                              | Țara                                                                              | Locul                                               |
| ------- | --------------------------------------------------------------------------------- | --------------------------------------------------------------------------------- | --------------------------------------------------- |
| 1928    | Stefanie Job                                                                      | Elveția                                                                           | Paris, Franța                                       |
| 1929    | Böske Simon                                                                       | Ungaria                                                                           | Paris, Franța                                       |
| 1930    | [Aliki] Alice Diplarakou                                                          | Grecia                                                                            | Paris, Franța                                       |
| 1931    | Jeanne Juilla                                                                     | Franța                                                                            | Paris, Franța                                       |
| 1932    | Åse Clausen                                                                       | Danemarca                                                                         | Nizza, Franța                                       |
| 1933    | Tatiana Maslowa [Marlow, Marlon]                                                  | Rusia                                                                             | Madrid, Spania                                      |
| 1934    | Ester Toivonen                                                                    | Finlanda                                                                          | Hastings, Marea Britanie                            |
| 1935    | Alicia Navarro                                                                    | Spania                                                                            | Torquay, Marea Britanie                             |
| 1936    | Antonia Arques                                                                    | Spania                                                                            | Tunis, Tunisia                                      |
| 1937    | Britta Wikström                                                                   | Finlanda                                                                          | Constantine, Algeria                                |
| 1938    | Sirkka Salonen                                                                    | Finlanda                                                                          | Copenhaga, Danemarca                                |
| 1939-47 | n-a avut loc                                                                      | n-a avut loc                                                                      | n-a avut loc                                        |
| 1948    | Jacqueline Donny                                                                  | Franța                                                                            | Enghien-les-Bains, Franța                           |
| 1949    | Juliette Figueras                                                                 | Franța                                                                            | Palermo, Italia                                     |
| 1950    | [Johanna] Hanni Schall                                                            | Austria                                                                           | Rimini, Italia                                      |
| 1951    | n-a avut loc                                                                      | n-a avut loc                                                                      | n-a avut loc                                        |
| 1952    | Günseli Bașar                                                                     | Türcia                                                                            | Neapole, Italia                                     |
| 1953    | Eloisa Cianni                                                                     | Italia                                                                            | Istanbul, Turcia                                    |
| 1954    | Christel Schaack                                                                  | Germania                                                                          | Vichy, Franța                                       |
| 1954    | Danièle Gerault                                                                   | Franța                                                                            | Vichy, Franța                                       |
| 1955    | Inga-Britt Söderberg                                                              | Finlanda                                                                          | Helsinki, Finlanda                                  |
| 1956    | Margit Nünke                                                                      | Germania                                                                          | Stockholm, Suedia                                   |
| 1957    | Corine Rottschäfer                                                                | Olanda                                                                            | Baden-Baden, RFG                                    |
| 1958    | [Johanna] Hanni Ehrenstrasser                                                     | Austria                                                                           | Istanbul, Turcia                                    |
| 1959    | [Christine] Christl Spazier                                                       | Austria                                                                           | Palermo, Italia                                     |
| 1960    | Anna Ranalli                                                                      | Italia                                                                            | Beirut, Liban                                       |
| 1961    | Ingrun Helgard Möckel                                                             | Germania                                                                          | Beirut, Liban                                       |
| 1962    | Maruja García Nicoláu                                                             | Spania                                                                            | Beirut, Liban                                       |
| 1963    | Mette Stenstad                                                                    | Norvegia                                                                          | Beirut, Liban                                       |
| 1964    | Elly Konie Koot                                                                   | Olanda                                                                            | Beirut, Liban                                       |
| 1965    | Juliane Herm                                                                      | Germania                                                                          | Nizza, Franța                                       |
| 1966    | Maria Dornier                                                                     | Franța                                                                            | Nizza, Franța                                       |
| 1967    | Paquita Torres Pérez                                                              | Spania                                                                            | Nizza, Franța                                       |
| 1968    | Leena Marketta Brusiin                                                            | Finlanda                                                                          | Kinshasa, Congo                                     |
| 1969    | Sasa Zajc                                                                         | Iugoslavia                                                                        | Rabat, Maroc                                        |
| 1970    | [Noella Afonso] Noelia Alfonso Cabrera                                            | Spania                                                                            | Atena, Grecia                                       |
| 1971    | Filiz Vural                                                                       | Turcia                                                                            | Tunis, Tunisia                                      |
| 1972    | Monika Sarp                                                                       | Germania                                                                          | Estoril, Portugalia                                 |
| 1973    | [Anna Maria] Anke Groot                                                           | Olanda                                                                            | Kitzbühel, Austria                                  |
| 1974    | [Maria Isabel] Maribel Lorenzo Saavedra                                           | Spania                                                                            | Viena, Austria                                      |
| 1975    | Concursul planificat în 1975 are loc în mai 1974 din cauza conflictului din Liban | Concursul planificat în 1975 are loc în mai 1974 din cauza conflictului din Liban | (planificat în Beirut, Liban)                       |
| 1976    | Riitta Inkeri Väisänen                                                            | Finlanda                                                                          | Rhodos, Grecia                                      |
| 1977    | n-a avut loc                                                                      | n-a avut loc                                                                      | n-a avut loc                                        |
| 1978    | Eva Maria Düringer                                                                | Austria                                                                           | Helsinki, Finlanda                                  |
| 1979    | n-a avut loc                                                                      | n-a avut loc                                                                      | n-a avut loc                                        |
| 1980    | Karin Zorn                                                                        | Austria                                                                           | Puerto de la Cruz, Spania                           |
| 1981    | Anne Mette Larsen                                                                 | Danemarca                                                                         | Birmingham, Marea Britanie                          |
| 1982    | Nazlı Deniz Kuruoğlu                                                              | Turcia                                                                            | Istanbul, Turcia                                    |
| 1983    | n-a avut loc                                                                      | n-a avut loc                                                                      | n-a avut loc                                        |
| 1984    | Neșe Erberk                                                                       | Turcia                                                                            | Badgastein, Austria                                 |
| 1985    | Juncal Rivero Fadrique                                                            | Spania                                                                            | Mainz, RFG                                          |
| 1986-87 | n-a avut loc                                                                      | n-a avut loc                                                                      | n-a avut loc                                        |
| 1988    | Michela Rocco di Torrepadula                                                      | Italia                                                                            | Ragusa, Italia                                      |
| 1989-90 | n-a avut loc din cauza războiului din Golful Persic                               | n-a avut loc din cauza războiului din Golful Persic                               | n-a avut loc din cauza războiului din Golful Persic |
| 1991    | Susanne Petry                                                                     | Germania                                                                          | Dakar, Senegal                                      |
| 1991    | Katerina Michalopoulou                                                            | Grecia                                                                            | Dakar, Senegal                                      |
| 1992    | Marina Tsintikidou                                                                | Grecia                                                                            | Atena, Grecia                                       |
| 1993    | Arzum Onan                                                                        | Turcia                                                                            | Istanbul, Turcia                                    |
| 1994    | Lilach Ben-Simon                                                                  | Israel                                                                            | Istanbul, Turcia                                    |
| 1995    | Monika Žídková                                                                    | Cehia                                                                             | Istanbul, Turcia                                    |
| 1996    | Marie-Claire Harrison                                                             | Anglia                                                                            | Tirana, Albania                                     |
| 1997    | Isabelle Darras                                                                   | Grecia                                                                            | Kiev, Ucraina                                       |
| 1998    | n-a avut loc                                                                      | n-a avut loc                                                                      | n-a avut loc                                        |
| 1999    | Yelena Rogozhina                                                                  | Rusia                                                                             | Beirut, Liban                                       |
| 2000    | n-a avut loc                                                                      | n-a avut loc                                                                      | n-a avut loc                                        |
| 2001    | Elodie Gossuin                                                                    | Franța                                                                            | Beirut, Liban                                       |
| 2002    | Svetlana Koroleva                                                                 | Rusia                                                                             | Beirut, Liban                                       |
| 2003    | Zsuzsanna Laky                                                                    | Ungaria                                                                           | Nogent sur Marne (Eurodisney), Franța               |
| 2004    | n-a avut loc                                                                      | n-a avut loc                                                                      | n-a avut loc                                        |
| 2005    | Shermine Sharivar                                                                 | Germania                                                                          | Paris, Franța                                       |
| 2006    | Alexandra Rosenfeld                                                               | Franța                                                                            | Kiev, Ucraina                                       |
| 2007-09 | n-a avut loc                                                                      | n-a avut loc                                                                      | n-a avut loc                                        |